# 比科扎
46°11′23″N 30°10′41″E / 46.18972°N 30.17806°E
比科扎（烏克蘭語：Бикоза）是位於烏克蘭西南部的村莊，由敖德萨州裡比爾霍羅德-德涅斯特羅夫斯基區的莫洛哈市鎮負責管轄。該村始建於1824年，面積0.81平方公里，2001年人口432，人口密度每平方公里533.33人。